# Niccolò I Sanudo
Niccolò I Sanudo (zm. 1341) – wenecki władca Księstwa Naksos w latach 1323-1341. 

## Życiorys
Był synem Guglielmo I Sanudo. Był jednym z nielicznych uczestników, którzy przeżyli po stronie ateńskiej Bitwę nad rzeką Kefissos w 1311 (walczył po stronie Walter de Brienne). Jego następcą był jego brat Giovanni I Sanudo.